# 多爾戈耶湖 (斯摩棱斯克州)
55°30′36″N 31°48′22″E / 55.51000°N 31.80611°E
多爾戈耶湖（俄语：Долгое），是俄羅斯的湖泊，位於該國西部斯摩棱斯克州，由傑米多夫斯基區負責管轄，面積0.034平方公里，海拔高度179.5米，集水區面積9平方公里，平均水深2.2米，最大水深2.5米。